# 達爾瓦茲縣

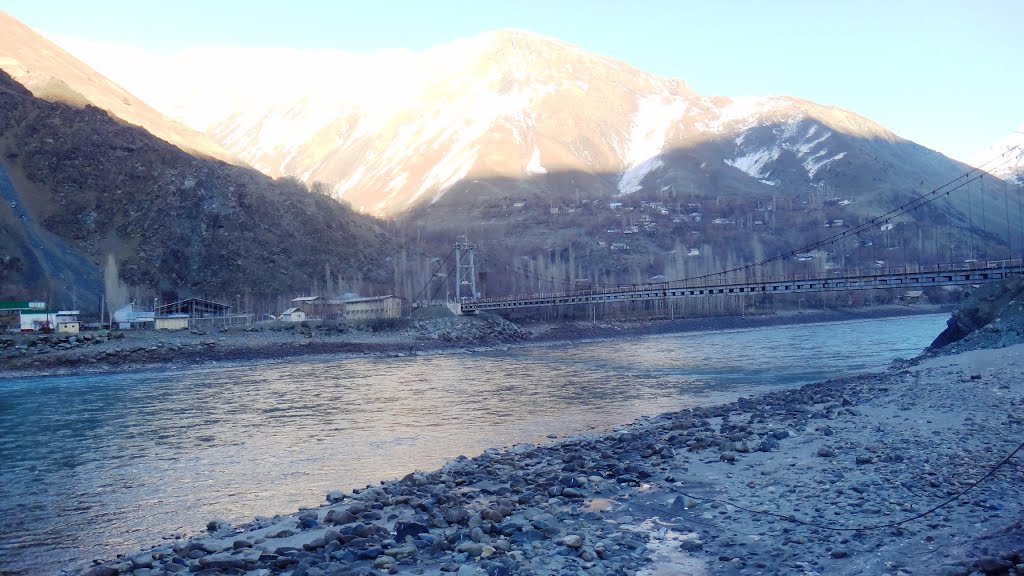
洪布堡喷赤河畔的阿富汗-塔吉克斯坦友谊桥

达尔瓦兹县（俄语：Дарвазский район）是塔吉克斯坦东南部的一个县，属山地巴达赫尚自治州管辖，是山地巴达赫尚自治州最西端的县分。该县南端与阿富汗隔喷赤河相望，西与塔吉克斯坦国内的哈特隆州接壤，北与国内的共和国直辖区相邻。县治在卡拉伊洪布（亦称洪布堡、卡莱洪布）。2020年人口约24000人。
该地区在帖木儿帝国崩溃后曾是独立的达尔瓦兹埃米尔政权的中心部，现今分为两个部分，右岸达尔瓦兹属塔吉克斯坦，即塔国的达尔瓦兹县，左岸达尔瓦兹则属阿富汗。

## 历史
历史上曾为独立的达尔瓦兹埃米尔政权，18世纪时，更南端的舒格南和鲁善一度为达尔瓦兹政权的附庸。
1877年，布哈拉埃米尔国派军入侵吞并了达尔瓦兹政权。达尔瓦兹末代统治者阿布法伊兹·汗（Abulfayz Khan）流亡至阿富汗，其子穆罕默德·瓦里汗（Muhammad ValiKhan）后来成为阿富汗著名外交官。
根据1895年的俄英条约，左岸达尔瓦兹被划归阿富汗，成为今阿富汗的达尔瓦兹县，而右岸达尔瓦兹属于当时已是俄国保护国的布哈拉埃米尔国。
1830年12月，右岸达尔瓦兹成为了洪布堡县，属塔吉克苏维埃社会主义共和国的加尔姆州。1955年，加尔姆州被撤销，下属各县转为塔吉克苏维埃社会主义共和国直属。1957年8月，洪布堡县被划归山地巴达赫尚自治州。
1991年6月，洪布堡县更名为达尔瓦兹县。